# Sorbonne Université
Sorbonne Université este o universitate din Paris, fondată prin decret în ianuarie 2018 prin fuziunea Universitatea Paris-Sorbonne (Paris-IV) și Universitatea Pierre-et-Marie-Curie (Paris-VI).
Data 1257 din emblema universității se referă la universitatea istorică din Paris al cărei colegiu de Sorbona a fost fondat în 1257 de Robert de Sorbon.
Sorbona Université are trei facultăți:
- Facultatea de Științe Umaniste (la Faculté des Lettres)
- Facultatea de Științe (la Faculté des Sciences et Ingénierie)
- Facultatea de Medicină (la Faculté de Medecine)

## Absolvenți celebri
- Charlotte și Laura Tremble